# Коммунистический
Коммунисти́ческий — посёлок городского типа в Советском районе Ханты-Мансийского автономного округа России.
Население — 1515 чел. (2021).

## География
Расстояние до административного центра — 62 км.

## История
Посёлок основан в 1965 году.
Статус посёлка городского типа — с 1982 года.

## Население
| 1989  | 2002  | 2009  | 2010  | 2012  | 2013  | 2014  |
| ----- | ----- | ----- | ----- | ----- | ----- | ----- |
| 4108  | ↘2638 | ↗2643 | ↘2423 | ↘2339 | ↘2281 | ↘2199 |
| 2015  | 2016  | 2017  | 2018  | 2019  | 2020  | 2021  |
| ↘2140 | ↘2058 | ↘2019 | ↘1957 | ↘1907 | ↘1875 | ↘1515 |

## Транспорт
Железнодорожная станция Коммунистическая.
Федеральная автодорога до административного центра — Советский. В 2019 году открыта трасса федерального значения, Коммунистический — Вонъюган.

## Достопримечательности
- Звезда (около ДК «Романтик»), посвященная победе в Великой Отечественной войне.